# Vài phút trước
"Vài phút trước" (tựa tiếng Anh: "That moment") là một đĩa đơn năm 2017 của nữ ca sĩ kiêm sáng tác nhạc người Việt Nam Vũ Cát Tường. Ca khúc được ra mắt bản audio vào 21 giờ ngày 26 tháng 7 năm 2017 và video âm nhạc được ra mắt vào ngày 31 tháng 7 năm 2017. Vài phút trước là một bản nhạc pop, pha trộn giai điệu R&B Soul nhẹ nhàng, thế hiện sự thay đổi trong quan điểm và lối sáng tác của Tường.

## Sáng tác
"Vài phút trước" được sáng tác và sản xuất bởi chính Vũ Cát Tường, với sự hợp tác Nguyễn Thanh Bình – người phụ trách phần hòa âm phối khí trong ca khúc. Để thử sức với những điều mới lạ, nữ ca sĩ đã lần đầu thể hiện một đoạn rap nhẹ dài khoảng 30 giây, đây cũng chính là ca khúc rap đầu tiên của Tường, mở đầu cho những sản phẩm độc đáo hơn sau đó như "Leader".
Chủ nhân ca khúc cũng chia sẻ rằng với cô, việc sáng tác một ca khúc vui – buồn – thất tình mà phải dựa vào câu chuyện tình cảm của chính tác giả ngay thời điểm ấy là một cách nghĩ xưa cũ. Chính vì vậy, "Vài phút trước" là một bản nhạc ngẫu hứng, được đúc kết từ những trải nghiệm của Tường và những gì cô quan sát được từ những người bên cạnh để viết nên câu chuyện tình chia ly nhưng được thể hiện một cách nhẹ nhàng, đầy trải nghiệm, mang lại thông điệp vô cùng ý nghĩa về tình yêu, rằng:
| “ | Hai người có thể gặp nhau, yêu nhau được đều do khoảnh khắc quyết định, nếu không phải có một việc nhỏ này xảy ra kéo theo hàng loạt những sự kiện đường dây khác làm thay đổi thì họ đã có thể thành đôi, hạnh phúc với nhau. | ” |

Ngoài ra, Vũ Cát Tường cũng nói về ý nghĩa sáng tác của ca khúc rằng:
| “ | “Tôi dành tặng ca khúc này cho người có quá nhiều vết thương và hoài nghi trong quá khứ để rồi khi được bước vào một tình yêu đẹp thật sự, trong lòng vẫn sợ hãi, run rẩy, không tin tưởng nhau. Vừa thấy thương cho người mà cũng xót cho mình. Nếu 1,2 năm chưa đủ để xoa dịu vết thương của người, tôi sẽ dùng cả đời để thương người, chữa lành những vết thương ấy của người.” | ” |

## Phát hành
Từ đầu tháng 7 năm 2017, Tường đã liên tục nhá hàng về sản phẩm mới trên fanpage của mình cùng hashtag #YellowSong. Sau đó, ekip của nữ ca sĩ đã thực hiện video phỏng vấn các khán giả với câu hỏi: "Điều dại khờ nhất trong mối tình thời thanh xuân của bạn là gì?", những người tham dự được phỏng vấn tại studio với background màu vàng, thể hiện màu sắc chủ đạo của ca khúc.
Ngày 26 tháng 7 năm 2017, bản audio của ca khúc "Vài phút trước" đã được ra mắt trên Zing MP3. Sau đó, Vũ Cát Tường đã đăng tải video chia sẻ về hậu trường buổi chụp ảnh quảng bá cho đĩa đơn trên kênh YouTube cá nhân của mình. Ngày 31 tháng 7 năm 2017, video âm nhạc (MV) của bài hát đã được phát hành trên YouTube. 1 tuần sau đó, phiên bản vũ đạo (Dance Practice) của ca khúc cũng đã được tiết lộ như một món quà dành tặng đến người hâm mộ của Tường.

## Video âm nhạc
Trái ngược với concept và màu sắc rực rỡ trong buổi chụp ảnh quảng bá. Video âm nhạc của "Vài phút trước" lại lạ một MV đen trắng và vô cùng đơn giản, được ekip thực hiện tại Vinhomes Times City, Hà Nội.

### Bối cảnh, nội dung
Mở đầu với cảnh quay đôi mắt của Tường, đang lặng ngồi trên bậc thềm ngắm nhìn người đi đường đang vội vã di chuyển. Hai người từng yêu nhau đã bất chợt gặp lại người kia ngoài phố đông đúc. Thế nhưng, vì những sự kiện xui xẻo xảy ra theo hiệu ứng nối tiếp chỉ trong vài giây đã khiến cặp đôi không thể chạm mắt nhau, và cứ lặng lẽ bước đi qua người mình từng rất yêu. Phần cuối của MV như một cuốn phim tua ngược cho thấy nếu  những điều xui xẻo không diễn ra nối tiếp nhau, cả hai vẫn sẽ nhìn thấy và gặp lại nửa kia của mình.

### Ý nghĩa
MV được lồng ghép nhiều chi tiết ẩn dụ với kỹ thuật quay siêu chậm, tất cả nhằm thể hiện thông điệp "Khoảnh khắc là thứ quyết định duyên phận, hạnh phúc hay đau khổ đều có thể thay đổi chỉ trong một tích tắc".

"Hai người có thể gặp nhau, yêu nhau được đều do khoảnh khắc quyết định, nếu không phải có một việc nhỏ này xảy ra kéo theo hàng loạt những sự kiện đường dây khác làm thay đổi thì họ đã có thể thành đôi, hạnh phúc với nhau. Khi nghe ekip chia sẻ về ý tưởng thực hiện MV, tôi đã rất hài lòng vì tìm được những người đồng cảm với mình"

“Tất cả những diễn viên từng tham gia các dự án của tôi, đặc biệt là Vài phút trước, đều là những người sống có phong cách, rất đời. Tôi tôn thờ những giá trị nguyên bản nên cũng muốn khán giả hiện đại nhìn thấy được chính hình ảnh của mình trong các sản phẩm của tôi, từ đó sự đồng cảm sẽ dễ đến với trái tim mỗi người hơn.”
- Vũ Cát Tường chia sẻ về ý tưởng của MV